# Eintracht Fráncfort
El Eintracht Fráncfort (Eintracht Frankfurt e.V., pronunciado /ˈaɪntʁaxt ˈfʁaŋkfʊʁt/, en alemán y oficialmente) es una entidad deportiva de Fráncfort del Meno, Alemania. Fundado en 1899, es conocido por su sección de fútbol profesional, que participa en la 1. Bundesliga, la máxima categoría del fútbol nacional.
El equipo disputa sus partidos como local en el Waldstadion y, a fecha de 2022, cuenta con más de ciento veinte mil socios.
El club fue fundado el 8 de marzo de 1899, los colores del club son el rojo y el negro, que se refleja en su uniforme, y en menor medida el blanco, mientras que el escudo del club es el águila de Fráncfort (en rojo y blanco), su departamento de fútbol es considerado uno de los grandes clubes tradicionales del fútbol alemán. Pese a ser un club tan longevo solo ha logrado un campeonato de liga y cinco copas alemanas. En el panorama internacional, el Eintracht alcanzó la final de la Copa de Europa en 1960, pero perdió ante el Real Madrid Club de Fútbol. Siete años después, ganaría la Copa Intertoto de la UEFA en 1967. Dos décadas después de la caída frente al Real Madrid, el club ganó la Copa de la UEFA en 1980, sumando así su segundo título internacional. Luego de cuarenta y dos años, en 2022, alcanzaría su tercer título internacional al ganar la Liga Europa de la UEFA tras vencer al Rangers en los penales. De su prolífica cantera han surgido jugadores internacionales como Jürgen Grabowski, Bernd Hölzenbein, Thomas Berthold o Andreas Möller.
El Eintracht también mantiene otros diecisiete departamentos para diversos deportes, además de ser uno de los seis clubes con más afiliados del deporte en Alemania.

## Historia

### Fundación y primeros años

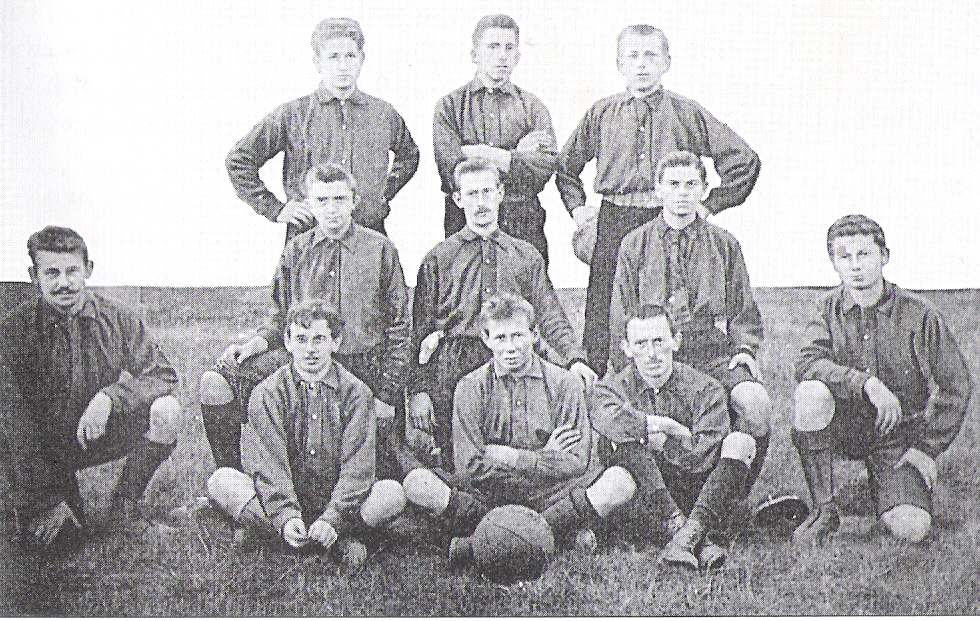
El primer equipo del Frankfurter Fußball-Club Victoria en 1899

Los orígenes del equipo se remontan a un par de clubes de fútbol fundados en 1899: el Frankfurter Fußball-Club Viktoria von 1899, considerado como el equipo de fútbol «original» en la historia del club, y el Frankfurter Fußball-Club Kickers von 1899. Ambos clubes fueron fundadores de la nueva Nordkreis-Liga en 1909. Estos dos equipos se fusionaron en mayo de 1911 para convertirse en Frankfurter Fußball Verein (Kickers-Viktoria), un éxito instantáneo, llevando tres títulos de liga de 1912 a 1914 en la Nordkreis-Liga y calificando para el Campeonato del sur de Alemania en cada una de esas temporadas. A su vez, Frankfurter FV se unió al club de gimnasia Frankfurter Turngemeinde von 1861 para formar TuS Eintracht Fráncfort de 1861 en 1920. (La palabra alemana Eintracht significa 'armonía, concordia' y Eintracht X es el equivalente de X United en inglés, en los nombres de los equipos deportivos).

### Trayectoria pre-Bundesliga (1921-1960)
En aquella época el deporte en Alemania estaba dominado por organizaciones de gimnasia nacionalistas y bajo la presión de la autoridad gobernante del deporte, los gimnastas y futbolistas volvieron a sus caminos en 1927, como Turngemeinde Eintracht Frankfurt von 1861 y Sportgemeinde Eintracht Frankfurt (FFV) von 1899.

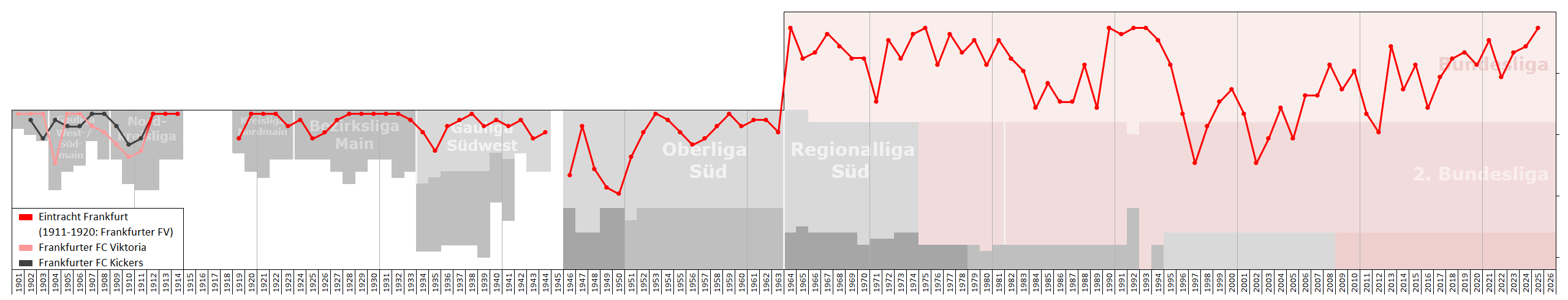
Gráfico histórico del rendimiento de la liga del Eintracht Frankfurt

A través de la década de 1920 y hasta la década de 1930, el Eintracht ganó un puñado de campeonatos locales y regionales, primero en la Kreisliga Nordman, luego en la Bezirksliga Main y en la Bezirksliga Main-Hessen. Después de ser eliminado de los playoffs nacionales tras caer en cuartos de final en 1930 y 1931, ganó su camino a la final en 1932, donde fueron derrotados 0-2 por el Bayern Múnich, que se adjudicó su primer campeonato alemán. En 1933, el fútbol alemán se reorganizó en dieciséis Gauligen bajo el Tercer Reich y el club jugó en primera división en la Gauliga Südwest, terminando consistentemente en la mitad superior de la tabla y ganando la división en 1938.

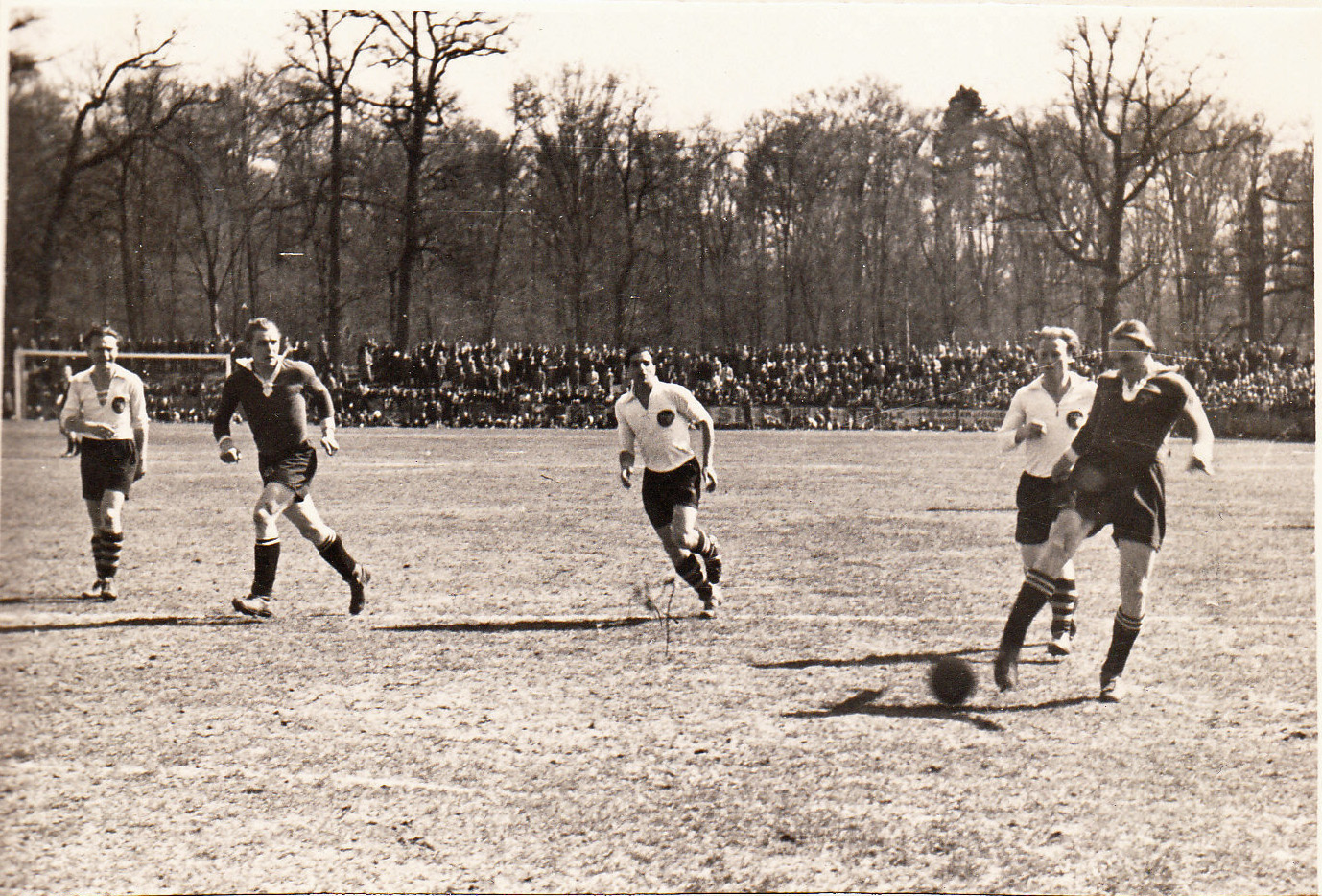
Vista de un partido entre el Karlsruhe y el Eintracht en 1946.

El Eintracht comenzó donde lo dejó después de la Segunda Guerra Mundial, jugando como un equipo sólido en la primera división de la Oberliga Süd y la conquista de títulos de la división en 1953 y 1959. Su mayor éxito vino en ese segundo título divisional tras vencer 5-3 sobre sus rivales locales del Kickers Offenbach para ganar el título nacional alemán de 1959 y su primera participación en competición internacional, la Copa de Europa de 1960. El Eintracht perdió 3-7 ante el Real Madrid en una legendaria final que fue ampliamente considerada como uno de los mejores partidos de fútbol jamás jugados.

### Miembro fundador de la Bundesliga
El equipo continuó jugando un buen fútbol y se ganó un lugar como uno de los 16 equipos seleccionados para jugar en la 1. Bundesliga, la nueva liga de fútbol profesional de Alemania, formada en 1963. El Eintracht jugó en la Bundesliga durante 33 temporadas, terminando en la mitad superior de la tabla para la mayoría de ellas. Sus mejores actuaciones en la Bundesliga fueron cinco terceros puestos: terminaron a sólo dos puntos del campeón histórico, VfB Stuttgart, en la temporada 1991–92.
El equipo también evitó por poco el descenso en varias ocasiones, en 1984 y en 1989. El Eintracht finalmente cayó y fue relegado a la 2. Bundesliga para la temporada 1996–97.
En la temporada 1998-99 parecía que volverían a estar fuera, pero se recuperaron al vencer al Kaiserslautern por 5-1, mientras que el FC Núremberg perdió en casa para darle al Eintracht el descanso que necesitaban para mantenerse en pie. Al año siguiente, en otra lucha por evitar la relegación, el club fue multado con dos puntos por la Federación Alemana de Fútbol (Deutscher Fußball-Bund) por fechorías financieras, pero logró una victoria por un gol tardío sobre SSV Ulm en el último día de la temporada.
El club se vio afectado nuevamente por dificultades financieras en 2004 antes de ser relegado una vez más. Entre 1997 y 2005, Eintracht pasó regularmente entre las dos primeras divisiones.
La temporada 1. Bundesliga 2010-11 terminó con la cuarta relegación de la Bundesliga del club. Después de establecer un nuevo récord de más puntos en la primera mitad de la temporada, el club luchó después de las vacaciones de invierno, pasando siete partidos sin marcar un gol. A pesar de ganar el siguiente partido, Frankfurt despidió al entrenador Michael Skibbe, reemplazándolo por Christoph Daum. El cambio de entrenadores hizo poco para mejorar la suerte del Eintracht. El Frankfurt logró solo tres empates en los últimos siete partidos de la temporada y descendió en la jornada 34.
Un año después, el Eintracht derrotó al Alemannia Aachen 3-0 en la 32.ª jornada de la temporada 2011-12, regresando así, a la Bundesliga.

### Éxito fuera de la Bundesliga

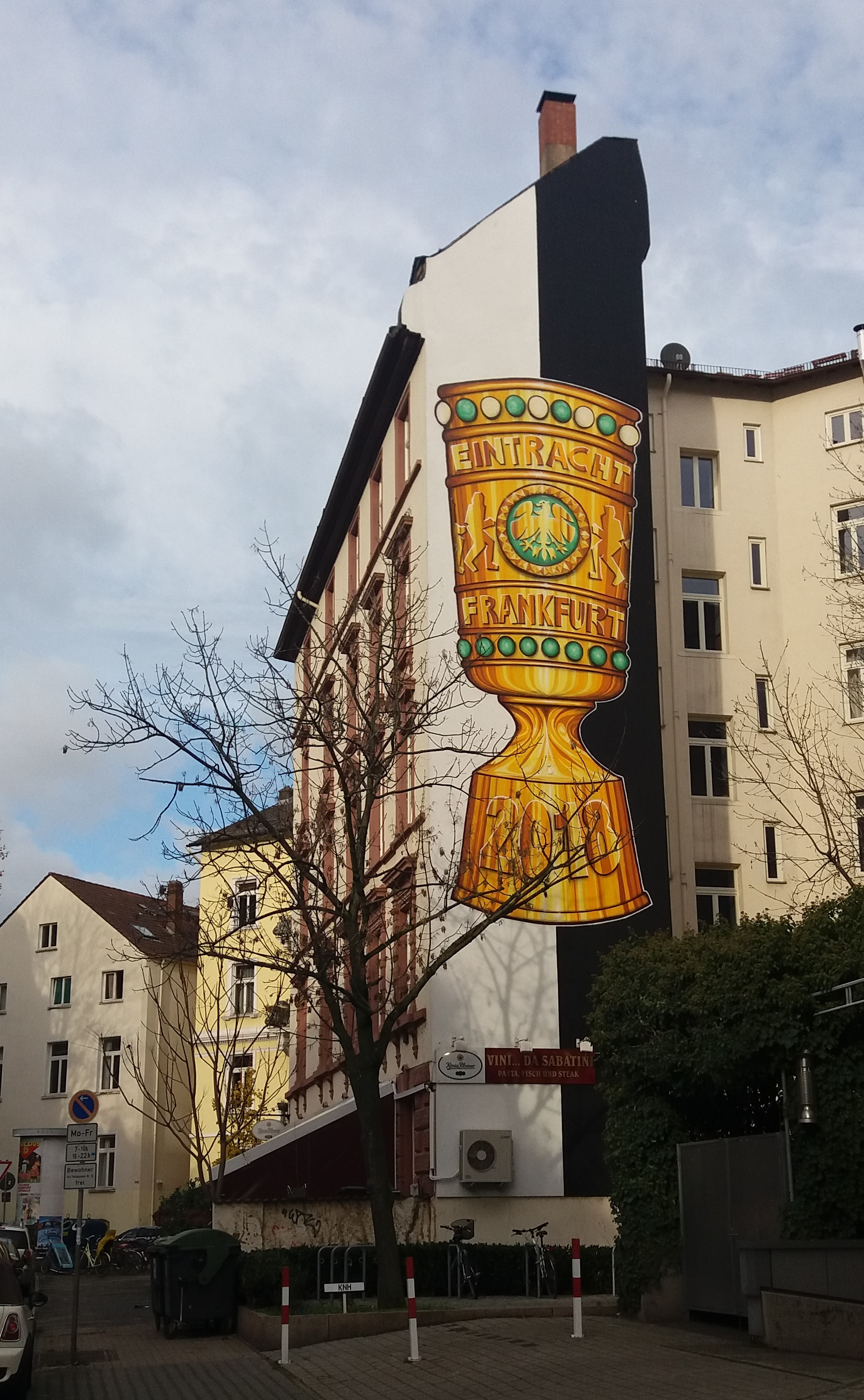
Mural conmemorativo por la Copa de Alemania conquistada en 2018.

El club ha disfrutado de un éxito considerable en la competición fuera de la Bundesliga. El Eintracht perdió la final de la Copa de Europa ante un Real Madrid histórico en 1960 en Hampden Park por 7-3 frente a 127.621 espectadores. En la 1967, el Eintracht ganó la Copa Intertoto después de vencer al FK Inter Bratislava en la final.
Eintracht ganó el DFB-Pokal en 1974, 1975, 1981, 1988 y en 2018, además, ganó la Copa de la UEFA ante otro equipo alemán, el Gladbach, en 1980. Además, Eintracht fue el subcampeón en la Copa de Alemania 2005-06. Bayern de Múnich, su oponente en la final, campeón de la Bundesliga de ese año, se clasificó previamente para participar en la Liga de Campeones. Como resultado, el Eintracht recibió el cupo al ganar la Copa de Alemania en la Copa de la UEFA, donde avanzó a la fase de grupos. En la final del 2017, fueron derrotados por el histórico Borussia Dortmund y volvieron a una final el año 2018, que ganaron 3-1 contra el gigante de Baviera, Bayern de Múnich.
En la 2018–19, el Eintracht llegó a las semifinales de la competición, al final de la temporada 2017-18, el Eintracht terminó en 7.º lugar en la Bundesliga, alcanzando la ronda de clasificación de la Liga Europa. Para la temporada 2019-20, varias figuras salieron del club, como el serbio Luka Jović fichado por el Real Madrid, y Sébastien Haller. Paralelamente, con los jugadores cedidos Martin Hinteregger, Kevin Trapp y Sebastian Rode, ficharon a tres de los mejores de la temporada anterior, y el internacional portugués André Silva fue cedido del histórico club italiano A. C. Milan, con lo que Ante Rebić se convirtió en el tercer jugador de la llamada Büffelherde (Manada de búfalos), también tomó ruta con el I Rossoneri a Milán.

### Una nueva década

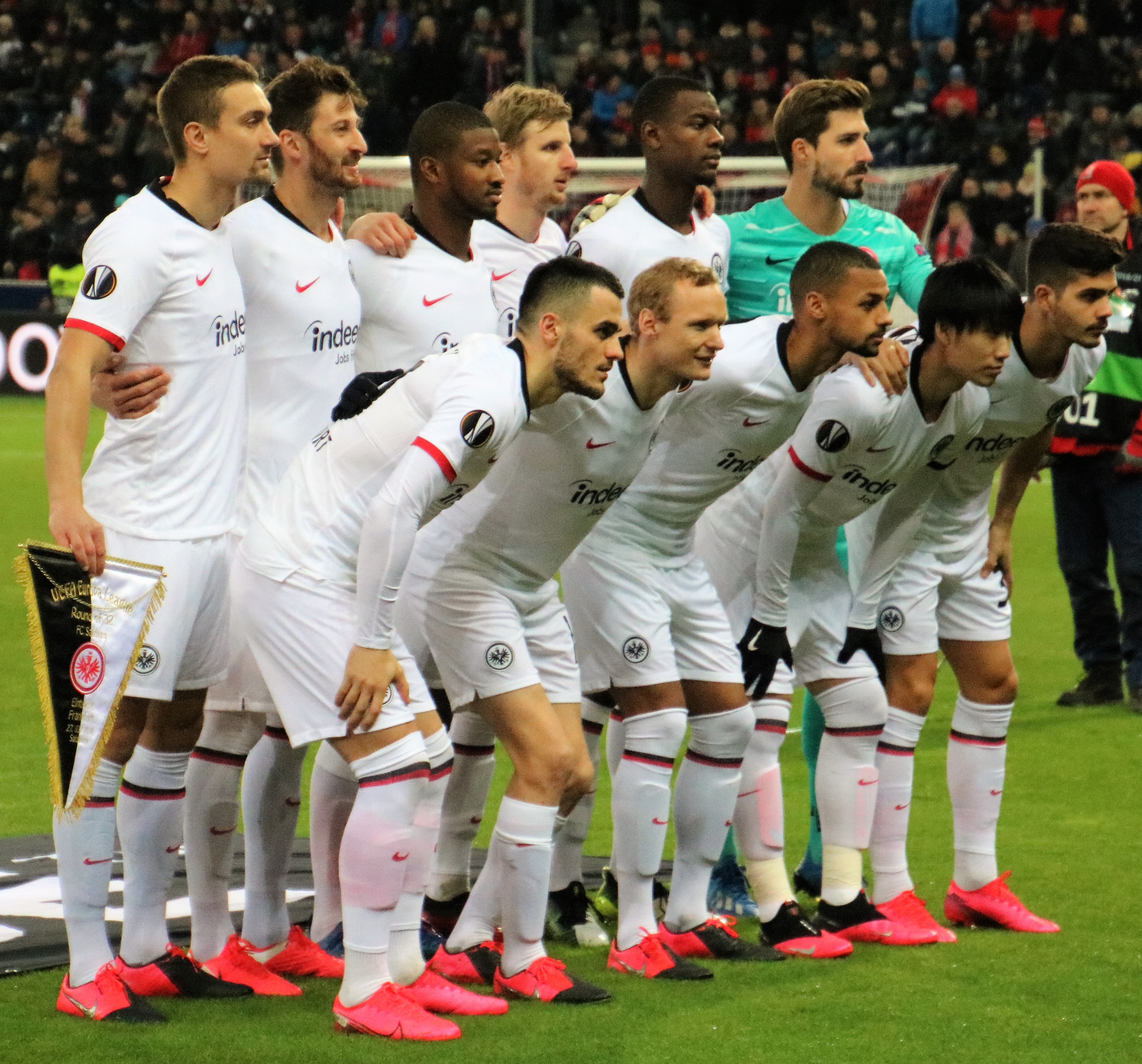
Jugadores previo a un partido de Liga de Europa ante el Red Bull Salzburgo en 2020.

A principios del verano de 2020, el Eintracht también se vio afectado debido a la crisis mundial por el COVID-19, no fue hasta el 16 de mayo que la temporada continuó como un juego de fantasmas, hasta el final de la temporada, los encuentros se desarrollaron en estrictas condiciones frente a unas pocas personas, que estaban compuestas exclusivamente por oficiales, supervisores, jugadores suplentes, periodistas y comisarios. Además, se permitió cambiar temporalmente a cinco jugadores con efecto inmediato, aunque esto se podía hacer en tan solo tres interrupciones. Al final de la temporada de la Bundesliga, Frankfurt terminó en 9.º lugar, en Copa de Alemania el club llegó a semifinales, en la Liga Europa, el Eintracht, tras una victoria en Londres por 2-1 ante el gigante inglés, Arsenal F. C. logrando el segundo lugar del grupo, en dieciseisavos de final se impuso ante el club Austriaco, FC Salzburgo. En octavos de final, Eintracht quedó eliminado ante el histórico F. C. Basel de Suiza.
Antes de la temporada 2020-21, el contrato con el entrenador en jefe Adi Hütter y sus dos entrenadores se extendió prematuramente por dos años hasta 2023. Su momento de gloria llegó en la temporada 2021-22, cuando ganó la Europa League después de 42 años en la final jugada en el Estadio Ramón Sánchez Pizjuán de Sevilla, venciendo al Glasgow Rangers en la tanda de penaltis.

## Símbolos

#### Evolución histórica
|           |
| 1945-1951 |

|           |
| 1951-1957 |

|           |
| 1957-1965 |

|           |
| 1965-1970 |

|           |
| 1970-1977 |

- El escudo actual del club también se utiliza en una versión en blanco y negro.

### Escudo

El escudo del Fráncfort se basa en el escudo de armas de la ciudad.

Los colores oficiales del club de son el rojo, negro y blanco, y tienen su origen en los colores de los clubes fundadores Frankfurter FC Viktori y Frankfurter FC Kicker, que lucían el rojo y blanco, y negro y blanco respectivamente. Rojo y blanco son los colores del escudo de armas de la ciudad, y blanco y negro, los colores del escudo de armas de Prusia. Cuando los clubes se fusionaron, decidieron adoptar los colores de ambos lados. Dado que el rival local Offenbach luce los colores rojo y blanco, el Fráncfort evita jugar con ese uniforme, prefiriendo jugar con colores negro y rojo, o en blanco y negro.
El apodo Launische Diva (Diva de mal humor) se escuchó con más frecuencia a principios de la década de 1990, cuando el club derrotaba cómodamente a los mejores equipos para perder sorprendentemente ante clubes menores. Este apodo también se usó para referirse a lo que se consideraba un trabajo económicamente dudoso de algunos presidentes de clubes, incluido, por ejemplo, el hecho de no registrar la tarifa de transferencia del jugador estrella húngaro Lajos Détári en los libros del club. El reinado de Heribert Bruchhagen (2003-2016) dejó estas prácticas clandestinas en el pasado.

### Attila el águila
Attila vive con su entrenador y propietario Norbert Lawitschka cerca de Gelnhausen, donde tiene una gran pajarera de treinta metros de diámetro y siete metros de altura, donde puede volar y mantenerse en forma.
Todos los años, Attila espera con ansias los meses de otoño e invierno, ya que no solo tiene que ser una mascota profesional del Eintracht Fráncfort, sino que también tiene una afición a la caza. Attila se ha convertido en un gran miembro de la familia. Pero siempre hay que vigilar sus garras porque son las armas de Attila y puede empujar hasta 80 kg.
Nacida el 30 de abril de 2004.
Lugar de nacimiento: Coburg (Baviera).
En el Eintracht desde la temporada 2006-07.
Peso: 3,9 kg.
Envergadura: 1,90 m.

## Indumentaria
- Marca deportiva actual: Nike
- Uniforme titular: Camiseta blanca con negro, pantaloneta negro y medias blancas.
- Uniforme alternativo: Camiseta negra, pantaloneta negro y medias negras.
- Tercer uniforme: Camiseta roja, pantaloneta o roja y rojas.

| Histórico | (ver evolución) | Actual |

### Proveedores y patrocinadores
| Período     | Proveedor      | Patrocinador (pecho)   | Rama                            | Patrocinador (manga)           | Rama                     |
| ----------- | -------------- | ---------------------- | ------------------------------- | ------------------------------ | ------------------------ |
| 1974-1976   | Adidas         | Remington              | Cuidado personal                | Ninguno                        | Ninguno                  |
| 1976        | Admiral        | Remington              | Cuidado personal                | Ninguno                        | Ninguno                  |
| 1977-1978   | Adidas / Erima | Samson                 | Tabaco                          | Ninguno                        | Ninguno                  |
| 1978-1980   | Adidas / Erima | Minolta                | Fabricación                     | Ninguno                        | Ninguno                  |
| 1980-1981   | Adidas / Erima | Minolta                | Fabricación                     | Ninguno                        | Ninguno                  |
| 1981-1982   | Adidas / Erima | Infotec                | Sistemas de oficina             | Ninguno                        | Ninguno                  |
| 1982-1984   | Adidas         | Infotec                | Sistemas de oficina             | Ninguno                        | Ninguno                  |
| 1984-1985   | Adidas         | Portas                 | Renovación de puertas y cocinas | Ninguno                        | Ninguno                  |
| 1985-86     | Adidas         | Portas                 | Renovación de puertas y cocinas | Ninguno                        | Ninguno                  |
| 1986-87     | Adidas         | Hoechst                | Química y farmacéutica          | Ninguno                        | Ninguno                  |
| 1987-1990   | Puma           | Hoechst                | Química y farmacéutica          | Ninguno                        | Ninguno                  |
| 1990-91     | Puma           | Hoechst                | Química y farmacéutica          | Ninguno                        | Ninguno                  |
| 1991-1993   | Puma           | Samsung                | Electrónica de consumo          | Ninguno                        | Ninguno                  |
| 1993-1996   | Puma           | Tetra Pak              | Envasado de alimentos           | Ninguno                        | Ninguno                  |
| 1996-1997   | Puma           | Mitsubishi Motors      | Industria automotriz            | Ninguno                        | Ninguno                  |
| 1997-1998   | Puma           | Mitsubishi Motors      | Industria automotriz            | Ninguno                        | Ninguno                  |
| 1998-2000   | Puma           | VIAG Interkom / Genion | Telecomunicaciones              | Ninguno                        | Ninguno                  |
| 2000-2001   | Puma/Fila      | VIAG Interkom / Genion | Telecomunicaciones              | Ninguno                        | Ninguno                  |
| 2001-2003   | Fila           | Fraport                | Transporte                      | Ninguno                        | Ninguno                  |
| 2003-2011   | Jako           | Fraport                | Transporte                      | Ninguno                        | Ninguno                  |
| 2011-2012   | Jako           | Fraport                | Transporte                      | Ninguno                        | Ninguno                  |
| 2012-2013   | Jako           | Krombacher             | Cervecera                       | Ninguno                        | Ninguno                  |
| 2013-2014   | Jako           | Alfa Romeo             | Industria automotriz            | Hermes (2013—2017)             | Mensajería y logística   |
| 2014-2016   | Nike           | Alfa Romeo             | Industria automotriz            | Hermes (2013—2017)             | Mensajería y logística   |
| 2016-2017   | Nike           | Krombacher             | Cervecera                       | Hermes (2013—2017)             | Mensajería y logística   |
| 2017-2020   | Nike           | Indeed                 | Motor de búsqueda de empleo     | Deutsche Bank (2017—2020)      | Servicios Financieros    |
| 2020-2023   | Nike           | Indeed                 | Motor de búsqueda de empleo     | DPDgroup (2020—2023)           | Mensajería y logística   |
| 2023-2025   | Nike           | Indeed                 | Motor de búsqueda de empleo     | Stada Arzneimittel (2023—2025) | Productos farmacologicos |
| 2025-actual | Adidas         | Indeed                 | Motor de búsqueda de empleo     | DVAG (2025—presente)           | Servicios financieros    |

Notas:
- No fue hasta la mitad de la década de 1970 cuando el club adoptó la incorporación de patrocinadores y publicidad en su uniforme. Hasta entonces las firmas o fábricas deportivas que confeccionaban la vestimenta no se encontraban patentes ni a la vista.
- A partir de la temporada 2013-14, el Fráncfort cuentan con patrocinio en su manga izquierda.

## Instalaciones

### Estadio
El Eintracht Fráncfort disputa sus partidos como local sobre el césped del Waldstadion, conocido desde 2020 como Deutsche Bank Park por motivos de patrocinio, tiene una capacidad de 51 500 espectadores en partidos nacionales de los cuales 9300 plazas son para verlas de pie, para partidos internacionales la capacidad se reduce a 48 500 espectadores (al no permitirse aforo de pie) y para conciertos la capacidad es para 44 000 espectadores.
Ha sido sede de grandes eventos deportivos como el combate entre Muhammad Ali y Karl Mildenberger,[cita requerida] de la Copa Mundial de Fútbol de 1974, la Eurocopa 1988 y la final de la Copa Confederaciones 2005.

## Datos del club
- Puesto histórico: 8.º[38]
- Temporadas en 1.ª: 55
- Temporadas en 2.ª: 6
- Mejor puesto en la 1.ª : 1.º (1 vez).
- Peor puesto en la 1.ª: 17.º (3 veces).
- Mayor goleada conseguida: 
  - En campeonatos nacionales:
    - Eintracht Fráncfort 9 - Rot-Weiss Essen 1 (1974-75).
- Mayor goleada encajada: 
  - En campeonatos nacionales:
    - F. C. Colonia 7 - Eintracht Fráncfort 0 (1983-84).
    - Karlsruher SC 7 - Eintracht Fráncfort 0 (1964-65).
- Mayor número de goles marcados en una temporada: 89 (1974-75).
- Máximo goleador: Bernd Hölzenbein con 201 goles.
- Más partidos disputados: Karl-Heinz Körbel con 720 partidos.

## Jugadores

### Altas y bajas 2025-26
| Altas             |            |                     |           |             |
| Jugador           | Posición   | Procedencia         | Tipo      | Costo       |
| Ritsu Doan        | Delantero  | S. C. Friburgo      | Traspaso. | €21.000.000 |
| Jonathan Burkardt | Delantero  | F. S. V. Mainz 05   | Traspaso. | €21.000.000 |
| Rasmus Kristensen | Defensa    | Leeds United F. C.  | Traspaso. | €6.000.000  |
| Michael Zetterer  | Guardameta | S. V. Werder Bremen | Traspaso. | €5.000.000  |

| Bajas          |            |                   |           |             |
| Jugador        | Posición   | Destino           | Tipo      | Costo       |
| Hugo Ekitike   | Delantero  | Liverpool F. C.   | Traspaso. | €95.000.000 |
| Tuta           | Defensa    | Al-Duhail S. C.   | Traspaso. | €15.000.000 |
| Igor Matanović | Delantero  | S. C. Friburgo    | Traspaso. | €6.700.000  |
| Nacho Ferri    | Delantero  | K. V. C. Westerlo | Traspaso. | €2.000.000  |
| Kevin Trapp    | Guardameta | Paris F. C.       | Traspaso. | €1.000.000  |

## Entrenadores
- Albert Sohn (1919)

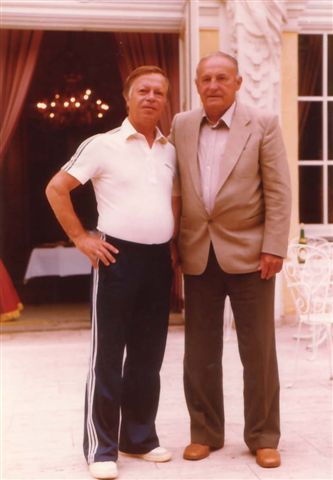
El entrenador Paul Oßwald (derecha) llevó al Eintracht Fráncfort al campeonato alemán en 1959 y a la final de la Liga de Campeones en 1959-60.

- Dori Kürschner (1921-1922)
- Maurice Parry (1925-1926)
- Fritz Egly /  Walter Dietrich (1926-1927)
- Gustav Wieser (1927-1928)
- Paul Oßwald (1928-1933)
- Willi Spreng (1933-1935)
- Paul Oßwald (1935-1938)
- Otto Boer (1939)
- Péter Szabó (1939)
- Willi Lindner (1941)
- Péter Szabó (1942)
- Willi Balles (1942)
- Willy Pfeiffer (1945)
- Sepp Herberger (1945)
- Emil Melcher (1946)
- Willi Treml (1947)
- Bernhard Kellerhoff (1948-1948)
- Walter Hollstein (1949-1950)
- Kurt Windmann (1950-1956)
- Adolf Patek (1956-1958)
- Paul Oßwald (1958-1964)
- Ivica Horvat (1964-1965)
- Elek Schwartz (1965-1968)
- Erich Ribbeck (1968-1973)
- Dietrich Weise (1973–1976)
- Hans-Dieter Roos (1976-1976)
- Gyula Lóránt (1976-1977)
- Jürgen Grabowski (diciembre de 1977)
- Dettmar Cramer (1977-1978)
- Otto Knefler (julio de 1978-diciembre de 1978)
- Udo Klug (1978-1979)
- Friedel Rausch (1979-1980)
- Lothar Buchmann (1980-1982)
- Helmut Senekowitsch (1982-1982)
- Branko Zebec (1982-1983)
- Jürgen Grabowski (octubre de 1983)
- Klaus Mank (octubre 1983)
- Dietrich Weise (1983-1986)
- Timo Zahnleiter (1986-1987)
- Karl-Heinz Feldkamp (1987-1988)
- Pál Csernai (1988-1988)
- Jörg Berger (1988-1991)
- Dragoslav Stepanović (1991-1993)
- Horst Heese (1993-1993)
- Klaus Toppmöller (1993-1994)
- Charly Körbel (1994-1994)
- Jupp Heynckes (1994-1995)
- Charly Körbel (1995-1996)
- Dragoslav Stepanović (1996)
- Rudolf Bommer (diciembre de 1996)
- Horst Ehrmantraut (1996-1998)
- Bernhard Lippert (1998-1999)
- Reinhold Fanz (1998-1999)
- Jörg Berger (1999-1999)
- Felix Magath (1999-2001)
- Rolf Dohmen (2001-2001)
- Friedel Rausch (abril de 2001 – junio de 2001)
- Martin Andermatt (junio de 2001 – marzo de 2002)
- Armin Kraaz (marzo de 2002 – mayo de 2002)
- Willi Reimann (julio de 2002 – mayo de 2004)
- Friedhelm Funkel (julio de 2004 – junio de 2009)
- Michael Skibbe (julio de 2009 – marzo de 2011)
- Christoph Daum (marzo de 2011 – mayo de 2011)
- Armin Veh (julio de 2011 – julio de 2014)
- Thomas Schaaf (julio de 2014 – junio de 2015)
- Armin Veh (junio de 2015 – marzo de 2016)
- Niko Kovač (marzo de 2016 – junio de 2018)
- Adi Hütter (julio de 2018 – junio de 2021)
- Oliver Glasner (julio de 2021 – junio de 2023)
- Dino Toppmöller (julio de 2023 –)

## Palmarés
El Eintracht Frankfurt es el noveno club más exitoso del fútbol alemán con seis títulos de índole nacional (un campeonato de liga y cinco copas) y dos a nivel internacional (dos Ligas Europa), además de un subcampeonato de la Liga de Campeones, en su primera edición bajo denominación de Copa de Europa.
Torneos nacionales (6)
| Competición nacional  | Competición nacional | Títulos                                      | Subcampeonatos                         |
| 1. Bundesliga         | 1                    | 1958-59                                      | 1931-32 (1)                            |
| Copa de Alemania      | 5                    | 1973-74, 1974-75, 1980-81, 1987-88, 2017-18. | 1963-64, 2005-06, 2016-17, 2022-23 (4) |
| Supercopa de Alemania | 0                    | -                                            | 1988, 2018 (2)                         |
| --------------------- | -------------------- | -------------------------------------------- | -------------------------------------- |

Torneos internacionales (2)
| Competición internacional | Competición internacional | Títulos          | Subcampeonatos |
| Liga de Campeones         | 0                         | -                | 1959-60 (1)    |
| Liga Europa               | 2                         | 1979-80, 2021-22 | -              |
| Supercopa de Europa       | 0                         | -                | 2022 (1)       |
| ------------------------- | ------------------------- | ---------------- | -------------- |

Torneos regionales (14)
| Competición regional             | Títulos                                      | Subcampeonatos                                          |
| -------------------------------- | -------------------------------------------- | ------------------------------------------------------- |
| Süddeutsche Meisterschaft (2/6)  | 1931-32, 1958-59.                            | 1912-13*, 1913-14*, 1930-31, 1953-54, 1960-61, 1961-62. |
| Nordkreis-Liga (3/0)             | 1911-12*, 1912-13*, 1913-14*.                |                                                         |
| Kreisliga Nordmain (2/1)         | 1919-20*, 1920-21.                           | 1921-22                                                 |
| Bezirksliga Main-Hessen (5/1)    | 1927-28, 1928-29, 1929-30, 1930-31, 1931-32. | 1932-33                                                 |
| Gauliga Südwest/Mainhessen (1/1) | 1937-38                                      | 1936-37                                                 |
| Hessenpokal (2/1)                | 1946, 1969+                                  | 1949                                                    |
| Hessenliga (3/3)                 | 1970+, 2002+, 2023+                          | 1978+, 1983+, 1995+                                     |

- * Como Frankfurter FV.
- + Conseguido por el segundo equipo.

Actualizado al 19 de mayo de 2024.
| Títulos oficiales   | Nacionales | Nacionales | Nacionales            | Europeos | Europeos | Europeos | Europeos | Europeos | Mundiales | Mundiales | Total |
| Títulos oficiales   |            |            | SuperCopa de Alemania |          |          |          |          |          |           |           | Total |
| ------------------- | ---------- | ---------- | --------------------- | -------- | -------- | -------- | -------- | -------- | --------- | --------- | ----- |
| Eintracht Fráncfort | 1          | 5          | -                     | -        | -        | 2        | -        | 1        | -         | -         | 9     |
| Eintracht Fráncfort | Vigente    | Vigente    | Vigente               | Vigente  | Vigente  | Vigente  | Vigente  | Extinta  | Vigente   | Extinta   | 9     |

## Seguidores

### Cultura de aficionados

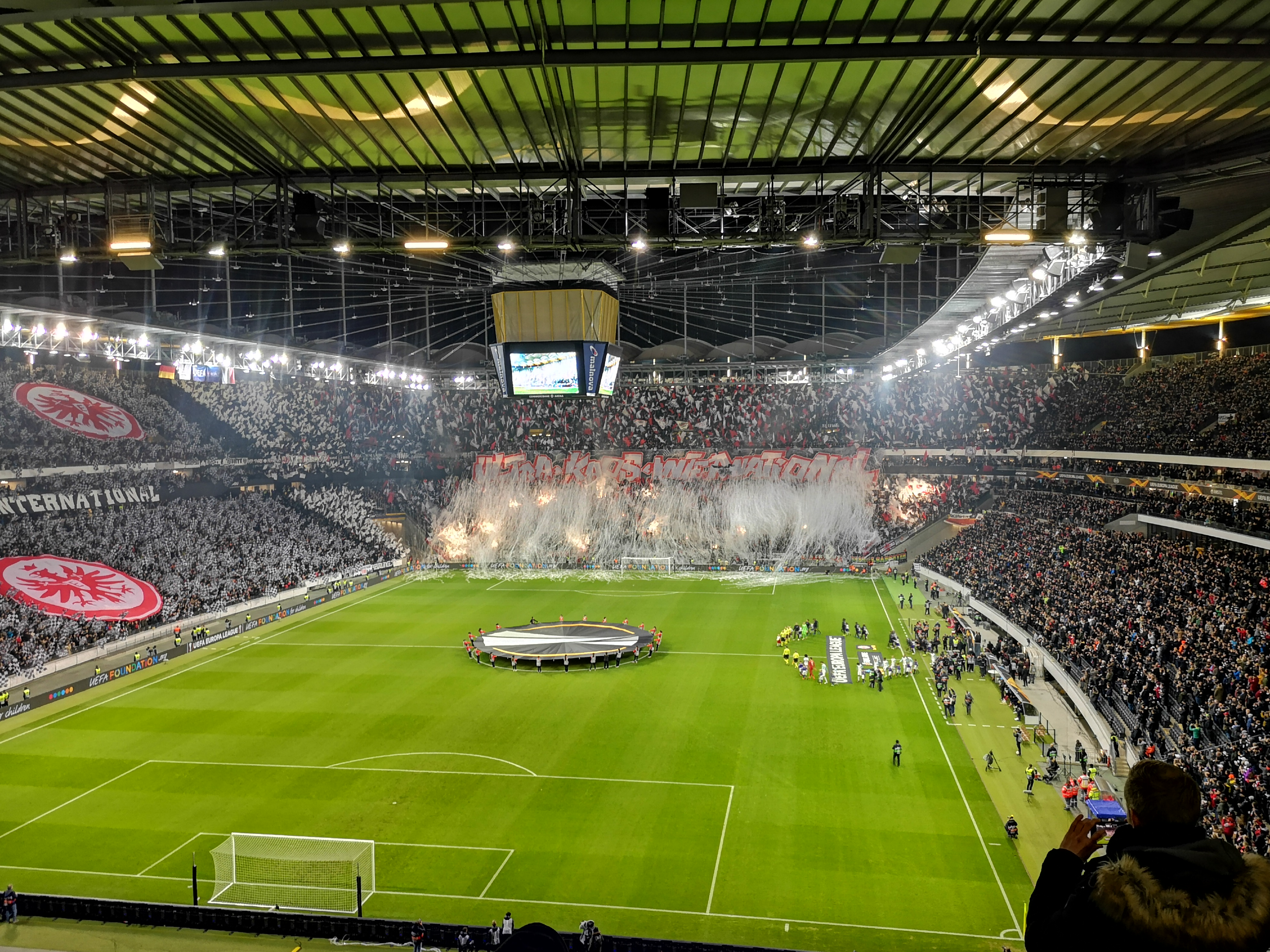
Aficionados del Eintracht previo a un partido de Liga de Europa

La escena de los aficionados en Fráncfort es una de las más activas de Alemania y cuenta con más de mil cien clubes de fanes oficiales (EFC) que se han fundado desde finales de la década de 1960 y hoy cuentan con alrededor de cincuenta mil miembros. Los clubes de fanes están a cargo de la Eintracht Frankfurt Fanclubverband e. V. representado. Grupos importantes e influyentes en la escena de los fanáticos del Eintrach son Ultras Frankfurt (UF97), fundado en 1997; Fan and Funding Department (FuFA), fundado en 2000, y Nordwestkurve Frankfurt e. V. La ciudad de Dreieich, que se encuentra a unos once kilómetros del centro de la ciudad de Fráncfort, se considera una de las fortalezas del Eintracht.
La tasa de ocupación del estadio para los partidos en casa es regularmente superior al 90 %. Esto coloca al club entre los treinta clubes de fútbol más visitados de Europa.
Uno de los apodos del club deriva de su escudo de armas. Entre sus seguidores, el club también se llama muy a menudo SGE por del antiguo nombre del club S port G emeinde E intracht. La parte del nombre Sportgemeinde fue eliminada en 1968 por el club.
El nombre Schlappekicker, que es raro hoy en día, proviene de los primeros días del club. En la época preprofesional, muchos jugadores eran empleados de la fábrica de zapatillas local (Schlappe es un término dialectal para zapatilla), cuyo operador también era uno de los patrocinadores del club.
Debido a la frecuente alternancia entre el éxito y el fracaso deportivo, la SGE también es conocida como la «Launische Diva vom Main». Aparentemente, el equipo a menudo se desempeña bien contra oponentes más fuertes, mientras que los oponentes supuestamente más débiles no se toman en serio y, por lo tanto, los juegos se pierden. Sin embargo, no hay evidencia estadística de este hecho. Por otra parte, el nombre de Diva ha sido conservado por el propio club y en el panorama de los fanáticos y los medios hasta el día de hoy. Hay un restaurante con este nombre en las instalaciones del club en Riederwald. La revista oficial del club se llama Diva vom Main. Además, la Diva se canta en varias canciones de los fanáticos, también desde el lado oficial, la armonía a veces se conoce como Diva.

### Canciones
Entre las décadas de 1970 y 1980, la canción Im Wald da spielt die Eintracht fue bastante popular, desde los años 1990 ha sido cada vez más olvidada. En 2003, el dúo Mundstuhl publicó la canción Adler auf der Brust basada en la canción Three Lions de The Lightning Seeds, la canción Forza-SGE de 2008 por la banda Tankard de Thrash metal se hizo popular y a menudo se escucha en el Waldstadion durante el medio tiempo.
En el nuevo milenio, la canción Im Herzen von Europa, que fue compuesta por dos miembros del coro de la policía de Fráncfort como homenaje a su ciudad, se convirtió en el himno del club; es escuchada en todos los partidos de local antes del inicio. En 1974, con motivo del 75 aniversario, la institución, recibió un nuevo texto en referencia a la unidad. También se extendió la canción Schwarz-Weiß wie Schnee (blanco y negro como la nieve), cantada por la Tankard, que también se escucha en los partidos de casa. En 2006, 2017, 2018 y 2023, Tankard tocó la canción en vivo antes de la final de la Copa de Alemania en el Olympiastadion de Berlín.

### Amistades

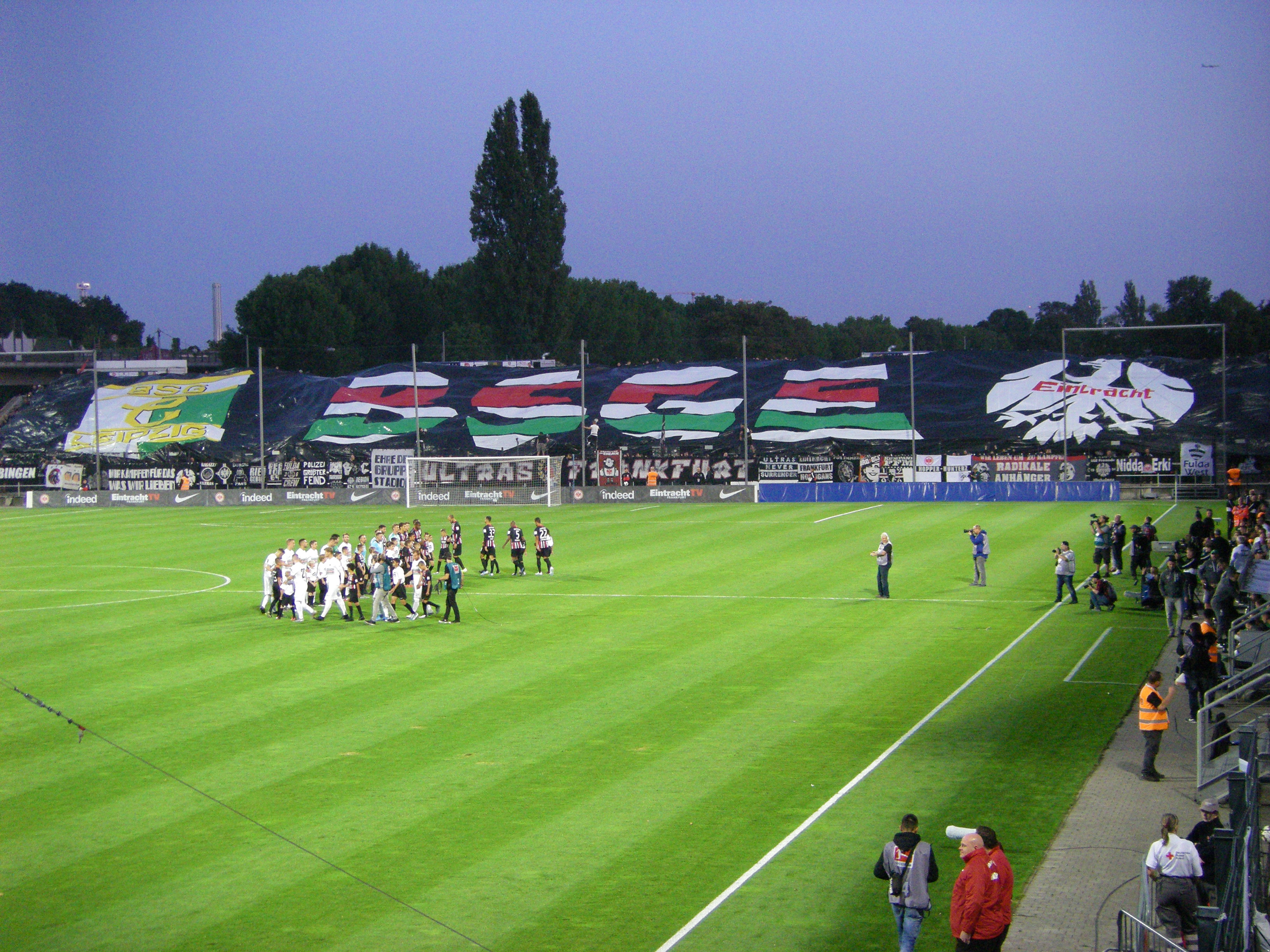
Tifo de Eintracht en reconocimiento a la amistad con BSG Chemie Leipzig.

A finales de la década de 1970 y en el transcurso de la de 1980, hubo contactos amistosos con los aficionados del VfB Stuttgart y FC Núremberg, pero todos fueron muy efímeros. También se informa de una breve amistad entre parte de la escena de fanes y Alemannia Aachen. La amistad con Duisburgo que duró más que la década de 1980, pero desde entonces se ha estancado, además de amistades de largo tiempo con FC Wacker Innsbruck y Atalanta en el extranjero. En Alemania, actualmente existen amistades con Chemie Leipzig (desde 2004) y Waldhof Mannheim, esta última surgió sobre la base de la aversión mutua al FC Kaiserslautern.
La amistad entre dos clubes de aficionados del Fráncfort y seguidores del club inglés Oldham Athletic ha durado más de 40 años después de que los aficionados de cada club se reunieran en un torneo internacional de fútbol. Pequeñas secciones del apoyo de cada club visitan el terreno del otro al menos una vez por temporada.

## Rivalidades
El principal rival del Fránkfort está al otro lado del Río Main, Kickers Offenbach, equipo que se encuentra en las ligas regionales del fútbol alemán, los clubes jugaron la final del campeonato alemán de 1959 que ganó el Fráncfort. Otras rivalidades son la que mantiene con el Maguncia 05, SV Darmstadt y con el FSV Fráncfort, con quien disputa el clásico de Fráncfort. Sin embargo, la ausencia habitual de su rival vecino en la Bundesliga hace que los enfrentamientos entre estos equipos sean escasos.

## Secciones deportivas

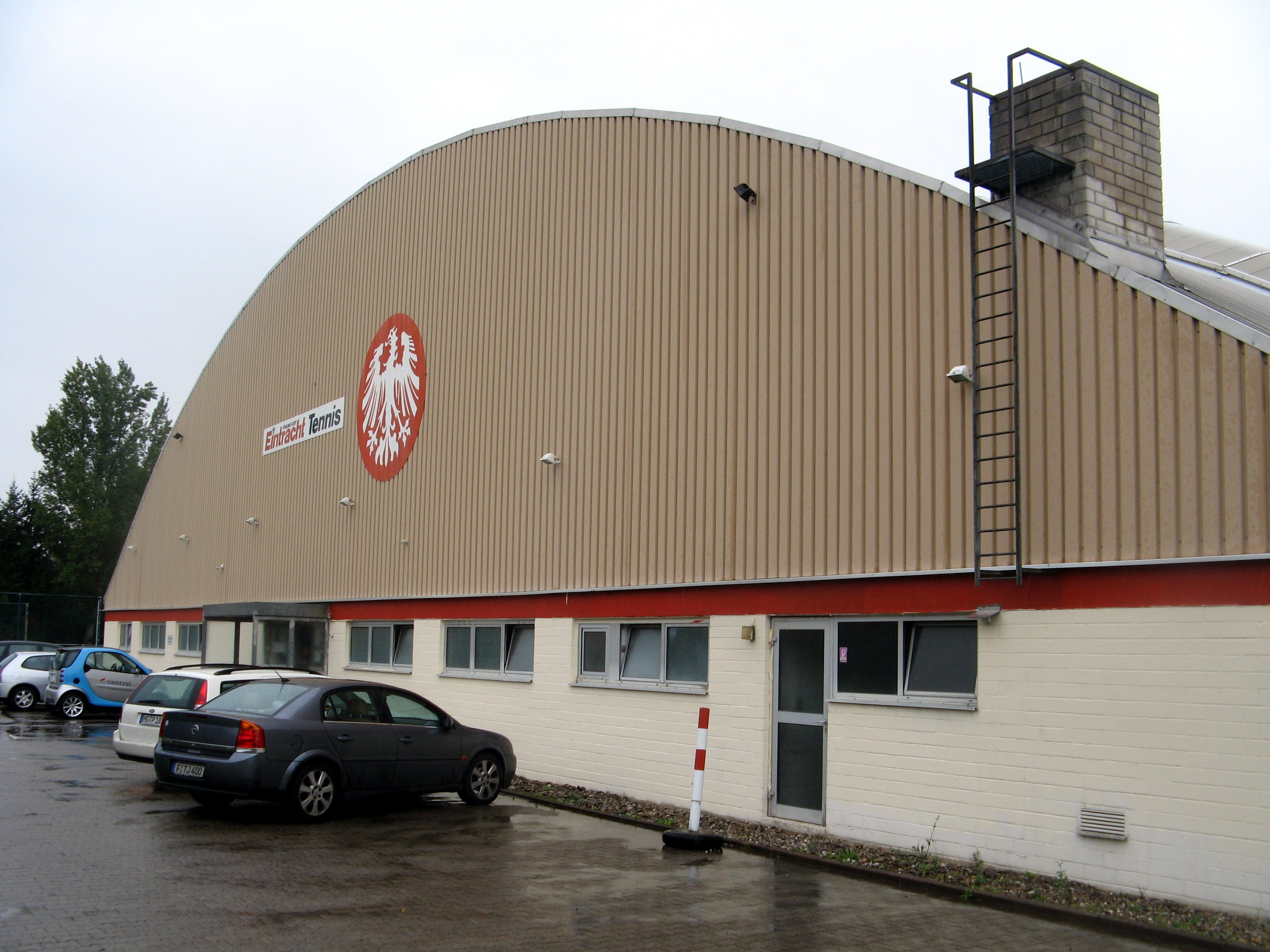
Cancha cubierta de la sección de tenis del Eintracht en Seckbach, 2007.

El club deportivo Eintracht Frankfurt e.V. se compone de diecinueve secciones:
Gimnasia
- Sección de gimnasia (desde 22 de enero de 1861).

Tenis
- Sección de tenis (desde primavera de 1920).

Baloncesto
- Sección de baloncesto (desde 4 de junio de 1954).

Atletismo
- Sección de atletismo (desde 1899).

Tenis de mesa
- Sección de tenis de mesa (desde noviembre de 1924).

Vóleibol
- Sección de voleibol (desde julio de 1961).

Boxeo
- Sección de boxeo (desde 1919).

Hockey
- Sección de hockey (desde 1906).

Balonmano
- Sección de balonmano (desde 1921).

Deporte de invierno
- Sección de deporte de invierno (desde 9 de diciembre de 1959).

Hockey sobre hielo
- Sección de hockey sobre hielo (desde 1959-1991 y desde 1 de julio de 2002).

Rugby
- Sección de rugby (desde verano de 1923).

Hinchas
- Sección de hinchas (desde 11 de diciembre de 2000).

Dardos
- Sección de dardos (desde 1 de julio de 2006).

Triatlón
- Sección de triatlón (desde enero de 2008).

Lucha libre olímpica
- Sección de lucha libre olímpica (desde 1 de julio de 2013).

Ultimate
- Sección de ultimate (desde 2015).

Fútbol de mesa
- Sección de fútbol de mesa (desde julio de 2016).

Esgrima
- Sección de Esgrima (desde enero de 2017).

Deportes electrónicos
- Sección de deportes electrónicos (desde junio de 2019).

Arte marcial
- Sección de arte marcial (desde 2021).

Golf
- Sección de golf (desde 2023).

## Categorías inferiores
Fue fundado con el nombre Eintracht Frankfurt Amateure en el año 1969 como un equipo sub-23 enfocado en el desarrollo de jugadores desde sus fuerzas básicas hasta integrarse al fútbol profesional, por lo que no puede jugar en la Bundesliga, aunque sí podía jugar en la Copa de Alemania.
El club desapareció al finalizar la temporada 2013-14, justamente en abril de 2014 luego de que la junta directiva del Eintracht Fráncfort junto con el FSV Fráncfort II y al Bayer 04 Leverkusen II.

## Anexos
| Entidades relacionadas           | Datos estadísticos y trayectoria                       | Personalidades e historia                                                                                                   | Infraestructuras                       |
| -------------------------------- | ------------------------------------------------------ | --- | -------------------------------------- |
| - Eintracht Fráncfort (femenino) | - Eintracht Fráncfort en competiciones internacionales | - Futbolistas del Eintracht Fráncfort - Presidentes del Eintracht Fráncfort - Historia del uniforme del Eintracht Fráncfort | - Eintracht Fráncfort II - Waldstadion |